# Krista Kostial-Šimonović
Krista Kostial-Šimonović (Eszék, 1923. december 19. – Zágráb, 2018. április 29.) horvát kutatóorvos és akadémikus volt, aki a nehézfémek és a toxicitás emberekre gyakorolt hatásait kutatta. 

## Élete
Krista Kostial 1923. december 19-én született Eszéken, a Szerb-Horvát-Szlovén Királyságban Ivan és Dubravka Kostial gyermekeként. 1943-ban iratkozott be a Zágrábi Egyetem Orvostudományi Karára, ahol 1949-ben szerzett orvosi diplomát. 1949 és 1951 között az Andrija Štampar Közegészségügyi Intézetben tanult üzemorvoslást. Miközben folytatta posztgraduális tanulmányait, 1950-ben asszisztensként kezdett dolgozni az Orvostudományi Kutató és Foglalkozás-egészségügyi Intézetben. 1951-ben és 1952-ben a Zágrábi Egyetem Élettani Tanszékén végzett kurzusokat, majd megkapta az Egészségügyi Világszervezet (WHO) ösztöndíját, hogy kutatási asszisztensként dolgozzon a University Collegeben, Londonban. 1953-ban befejezve kutatásait, Kostial visszatért a Zágrábi Egyetemre, és 1955-ben megszerezte az orvostudományok doktora címet, majd a következő évben fiziológiából habilitált.
Habilitációja befejeztével 1956-ban tudományos főmunkatársnak és az Orvostudományi Kutató és Foglalkozás-egészségügyi Intézet Toxikológiai és Biofizikai Osztályának vezetőjévé nevezték ki. 1964-ig kettős osztályvezetőként dolgozott. Ezzel párhuzamosan immunbiológiát és fiziológiát is tanított a Zágrábi Egyetem Természettudományi Tanszékén, majd 1961 és 1962 között a Nemzetközi Atomenergia-ügynökség ösztöndíjával visszatért Angliába, ahol a Harwell-i Medical Research Council Sugárbiológiai Kutatóegységében dolgozott. 1964-ben az Ásványanyag-anyagcsere Élettani Osztály vezetője lett, és tudományos tanácsadóvá léptették elő és 1989-ig ebben a minőségben tevékenykedett.
1981-ben a Jugoszláv Tudományos és Művészeti Akadémia levelező tagjává választották. 1991-ben a Horvát Tudományos és Művészeti Akadémia rendes tagja lett, majd a következő évben életműdíjat kapott. Nyugdíjba vonulása után szakterületén tovább folytatta a kutatást és publikációt. Többek között olyan műveket adott ki, mint a „Metali u covjekovoj okolini i njihov utjecaj na zdravlje” (Fémek az emberi környezetben és az egészségre gyakorolt hatásuk, 1991–1994) és a „Metali: izlozenost, ucinci i antidoti” (Fémek: expozíció, hatások és ellenszerek, 1996). 1996-ban Franjo Tuđman elnök tudományos munkája elismeréseként a Danica Hrvatska Renddel tüntette ki. Kostial-Šimonović 2018. április 29-én halt meg Zágrábban, és 2018. május 3-án temették el a Mirogoj temetőben.

## Tudományos munkássága
Kostial kutatásai a farmakokinetikára és a nehézfémek emberre gyakorolt toxicitására összpontosítottak. Kifejezetten az érdekelte, hogy a mikroelemek hogyan lépnek kölcsönhatásba a szervezet anyagcseréjével, és hogyan hat rájuk a sugárzás. Kutatásai befolyással voltak a napi kalciumbevitelre vonatkozó nemzetközi ajánlások elfogadására, valamint az emberi környezetben a nehézfémeknek való kitettség határértékeire. Számos nemzetközi projektben részt vett, számos előadást tartott konferenciákon, és mintegy 280 tudományos közleményt és elemzést publikált különböző folyóiratokban és könyvekben.

## Fő művei
- Metali u covjekovoj okolini i njihov utjecaj na zdravlje, (1991.-1994.)
- Metali: izlozenost, ucinci i antidoti (1996.)

## Fordítás
Ez a szócikk részben vagy egészben  a   Krista Kostial-Šimonović című angol Wikipédia-szócikk ezen változatának fordításán alapul.  Az eredeti cikk szerkesztőit annak laptörténete sorolja fel. Ez a jelzés csupán a megfogalmazás eredetét és a szerzői jogokat jelzi, nem szolgál a cikkben szereplő információk forrásmegjelöléseként.